# Грачани (Сервийско)
 Тази статия е за едното село в Република Гърция.  За другото вижте Грачен.  За селото в Северна Македония вижте Грачани.
Грачани (на гръцки: Γκράτσιανη, Грацани) е бивше село в Република Гърция, разположено на територията на дем Велвендо в област Западна Македония.

## География
Грачани е било разположено югозападно от Велвендо, близо до десния бряг на Бистрица (Алиакмонас). На югоизток в планината Фламбуро (Пиерия) е село Палеограцано, тоест Старо Грачани.

## История
Йордан Заимов смята, че името Παλαιογράτσανο има български корен и вторично добавена гръцка наставка Παλαιο, „Старо“, за да се определи селището по-точно, тоест Грачани.
В 1528 година Грачани има 222 домакинства с 999 жители.
Към началото на XX век селото е изчезнало.
В Грачани са запазани няколко църкви. Църквата „Свети Димитър“ е от XIV – XV век, а „Свети Георги“ е от XVI век.
Църквата „Свети Атанасий“ на пътя от Грачани за Старо Грачани е стар еднокорабен, недатиран храм. Към 30-те години на XX век е в руини и е реставриран, а в 1960 година е изписан.
„Света Богородица“ в местността Цилипио за велвендци или Грачани за палеограцанци е голяма средновековна църква.
Църквата „Света Параскева“ в местността Палиомилос (Старата воденица) на хълма Грачани (Цилипио) е красива базилика, която е обновена в 1994 година. В 1995 година грачанският резбар Панайотис Зарухас изработва иконостаса. Иконите са дело на Харисиос Цукарданис.